# A887 road
Die A887 ist eine A-Straße in der schottischen Council Area Highland. Sie stellt eine Querverbindung nördlich des Great Glen zwischen der A82 und der A87 her und damit die kürzeste Verbindung zwischen Inverness und der Isle of Skye an der schottischen Westküste. In ihrem Verlauf entspricht sie weitgehend einer von Thomas Telford zu Beginn des 19. Jahrhunderts angelegten Parliamentary Road.

## Verlauf

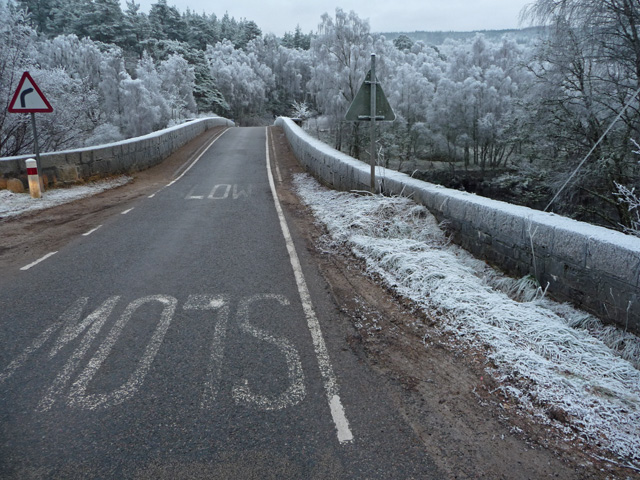
Die A887 auf der Torgyle Bridge

In Invermoriston, einer kleinen Ortschaft am Westufer von Loch Ness, zweigt die A887 von der A82 ab. Sie führt von dort in westlicher Richtung durch das Glen Moriston, das Tal des River Moriston. Bis zur etwa auf halber Strecke liegenden Torgyle Bridge verläuft die A887 entlang des Nordufers des River Moriston. Sie passiert dabei das aufgestaute Loch Dundreggan und die Glenmoriston Power Station, ein Wasserkraftwerk, das den untersten Teil des Glenmoriston projects im Great Glen hydro scheme, einer Reihe von Stauseen und Kraftwerken entlang des Glen Moriston, darstellt. Westlich passiert die Straße die kleine Ansiedlung Dundreggan, gefolgt vom Abzweig zur Ortschaft Dalchreichart. Auf der Torgyle Bridge, einer ursprünglich Anfang des 19. Jahrhunderts von Thomas Telford erbauten Steinbogenbrücke mit drei Bögen, überquert die A887 kurz nach diesem Abzweig den River Moriston. Die heutige Brücke entstand 1823 nach einem Entwurf des Ingenieurs Joseph Mitchell, nachdem die Brücke von Telford 1818 bei einem Hochwasser schwer beschädigt worden war. Sie wurde 1971 in der höchsten Kategorie A in die schottische Denkmalliste aufgenommen. Auf der schmalen Brücke verläuft die A887 einspurig, ansonsten ist die Straße durchgängig zweispurig ausgebaut.
Einige Kilometer weiter westlich quert die A887 nochmals den River Moriston und wechselt von dessen Südufer wieder auf die Nordseite. Kurz nach dieser Querung geht die A887 an der Moriston Bridge in der dort einmündenden A87 auf. Ursprünglich verlief die A887 noch einige Kilometer weiter westlich, entlang des Nordufers von Loch Cluanie bis zum Cluanie Inn und traf dort erst auf die A87. Die Aufstauung von Loch Loyne, südlich von Loch Cluanie, im Rahmen des Great Glen hydro scheme in den 1950er Jahren erforderte jedoch eine neue Führung der dort bislang verlaufenden A87. Diese erhielt daher eine neue Trasse weiter östlich bis zur Moriston Bridge und übernahm ab dort den westlichsten Abschnitt der A887 bis Cluanie Inn.